# فاليري وايلدمان
فاليري وايلدمان (بالإنجليزية: Valerie Wildman)‏ هي ممثلة أمريكية، ولدت في 6 أغسطس 1953 في الولايات المتحدة.

## أعمال

### أفلام
- (1990) شؤون داخلية[1]
- (1996) هجوم المريخ![2]

### مسلسلات
- بيفرلي هيلز 90210
- جوال تكساس ووكر

## وصلات خارجية
- فاليري وايلدمان على موقع IMDb (الإنجليزية)
- فاليري وايلدمان على موقع ألو سيني (الفرنسية)
- فاليري وايلدمان على موقع أول موفي (الإنجليزية)
- فاليري وايلدمان على موقع قاعدة بيانات الأفلام السويدية (السويدية)
- فاليري وايلدمان على موقع قاعدة بيانات الفيلم (الإنجليزية)
- فاليري وايلدمان على موقع كينوبويسك (الروسية)